# مايكل هيبرانكو
مايكل هيبرانكو (بالإنجليزية: Michael Hebranko)‏ (14 مايو 1953-25 يوليو 2013) كان أحد أثقل الناس على الإطلاق، وقد اقترب وزنه من 453 كجم، ولكنه استعان بأخصائي تغذية وتمكن من خفضه إلى 90 كغم بدون أي عمليات جراحية.

## روابط خارجية
- مايكل هيبرانكو على موقع IMDb (الإنجليزية)